# Anglesqueville-la-Bras-Long
Anglesqueville-la-Bras-Long ist eine französische Gemeinde mit 126 Einwohnern (Stand 1. Januar 2022) im Département Seine-Maritime in der Region Normandie (vor 2016 Haute-Normandie). Sie gehört zum Arrondissement Dieppe und zum Kanton Saint-Valery-en-Caux. Die Einwohner werden Anglesquevillais genannt.

## Geographie
Anglesqueville-la-Bras-Long liegt etwa 32 Kilometer südwestlich von Dieppe im Pays de Caux. Umgeben wird Anglesqueville-la-Bras-Long von den Nachbargemeinden Ermenouville im Nordosten, Hautot-l’Auvray im Westen, Heberville im Osten, Fultot im Süden sowie Gonzeville im Südosten.

## Bevölkerungsentwicklung
| Jahr      | 1962 | 1968 | 1975 | 1982 | 1990 | 1999 | 2007 | 2018 |
| Einwohner | 158  | 154  | 129  | 121  | 129  | 135  | 126  | 119  |

## Sehenswürdigkeiten
- Kirche Sainte-Anne